# Göteborgs kanaler

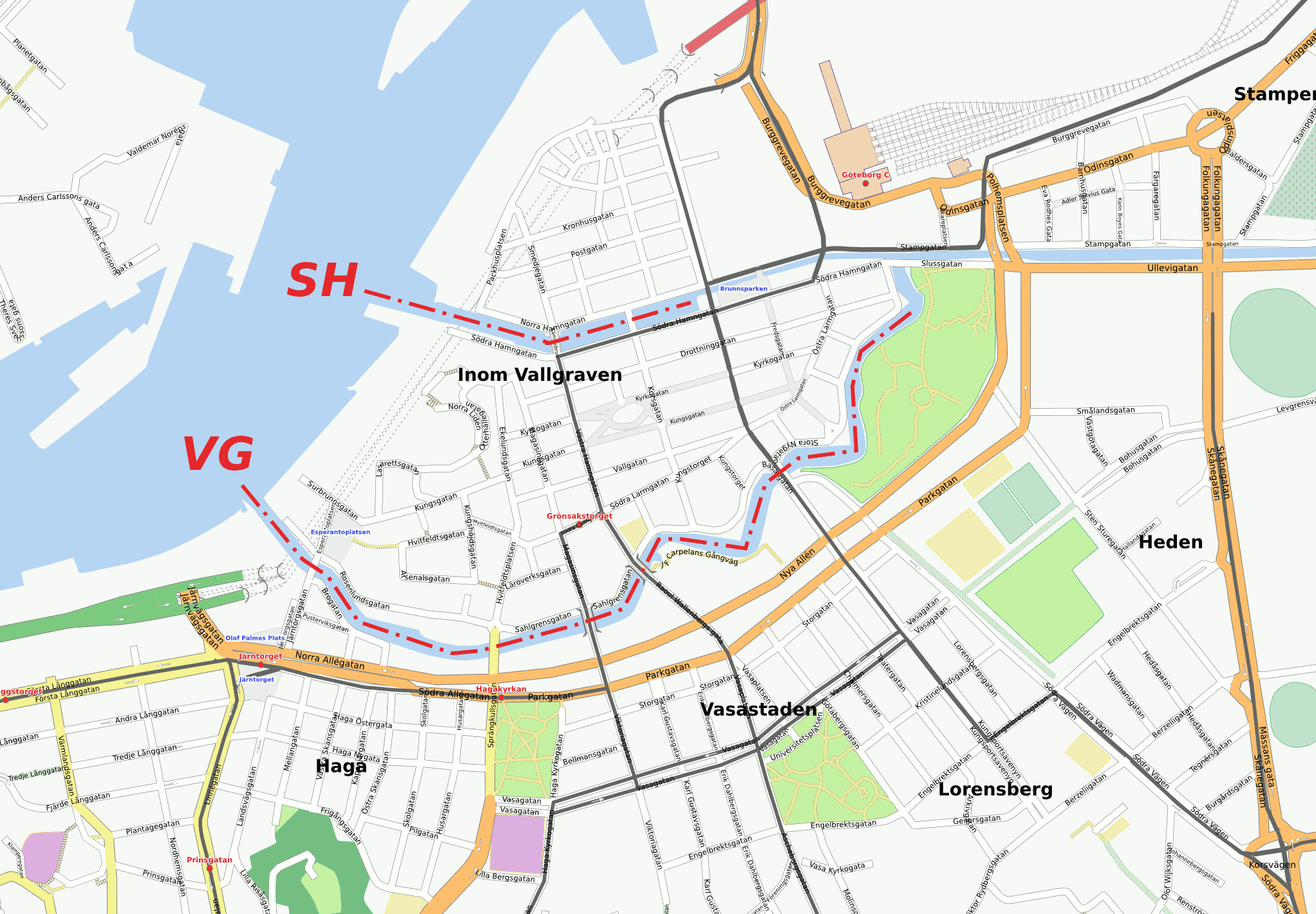
Nutida karta över Göteborgs innerstad med röda linjer som markerar Stora Hamnkanalen (SH) och Vallgraven (VG).

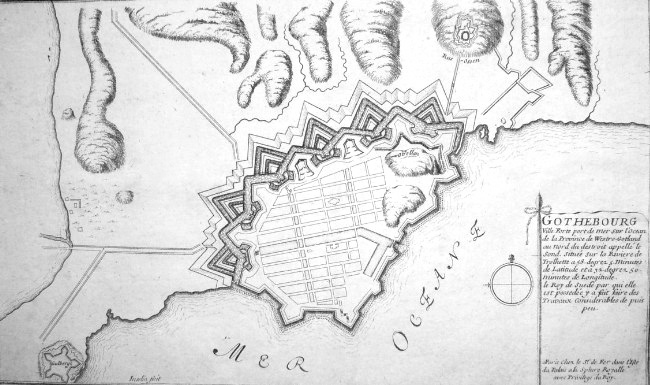
Här ses den sicksackformade vallgraven som den såg ut 1705. På bilden ser man också Stora Hamnen som nu kallas Stora Hamnkanalen. Norr är nedåt på kartan.

Göteborg anlades år 1621 på ett låglänt område vid Göta älvs södra strand. Man planerade att anlägga ett antal kanaler enligt nederländsk förebild, för att dränera men även för att staden skulle fungera som hamn. Hela staden blev omgiven av en sicksackformig vallgrav från älven vid Rosenlund i en halvcirkel moturs till älven vid Lilla Bommen. Innanför byggde man Stora Hamnen (nu Stora Hamnkanalen) från Stora Bommen i väster, mellan Kvarnberget i norr och Stora och Lilla Otterhällan (numera Kungshöjd) i söder, till Vallgraven i öster, där den sista biten var avsmalnad för att inte bilda ett hål i stadens befästningsvallar. Kanalen har inte en helt rak sträckning utan bildar en vinkel en bit in, vid Kämpebron.

## Historia

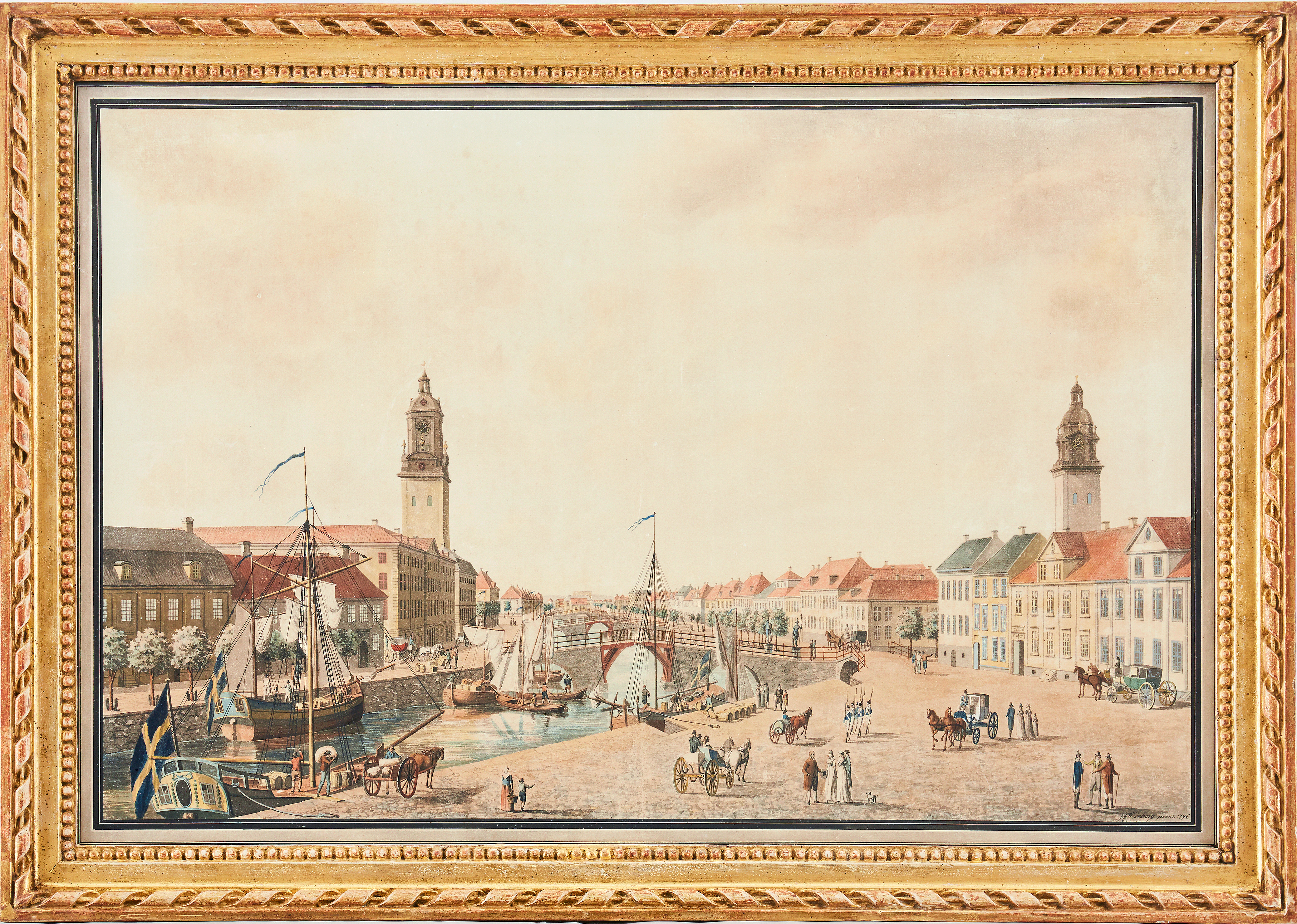
Stora hamnkanalen och Lilla torget på en målning från 1796 av Justus Fredrik Weinberg.

Arbetet med Stora Hamnkanalen, eller Stora Hamnen, påbörjades under sommaren 1620 då Gustav II Adolf anställde två holländska "conducteurs" (tekniska arbetsledare), kanal- och vallmästarna Jan Aertsen och Joost van Werdt till att leda hamnbygget. De båda anställdes från den 1 januari 1620, mot en lön på 40 daler silvermynt per månad, vardera. Kostnaderna för hamnanläggningen uppgick i slutet av 1622 till över 25 000 daler silvermynt. Under juli eller augusti månad år 1622 öppnades "Stora hamnen" för trafik.
Själva hamninloppet låg i början så långt uppe i kanalen, att gränsen mellan hamnen och älven sträckte sig från hörnet av landshövdingeresidenset till det mitt emot liggande Stora Bommens tullhus. Kanalen var här så smal, att de mindre farkoster som tvingades passera igenom inte kunde mötas. Passagen benämndes i allmänhet Stora Bomshålet eller "Helvetespinan" i folkmun. Hamninloppet, vilket utgjorde tullgräns, stängdes om dagen av en fällbom, som av tullbetjänterna uppvindades efter behov. Om natten avstängdes inloppet av ett par låsta spjälgrindar av trä, som stängdes och öppnades på bestämda tider, varför all regelbunden trafik var stoppad under vissa tider på dygnet etc. Men tullinspektörerna var inte alltid så noga — om de fick kontanter.
Hamnen skulle skyddas mot fiender och drogs därför mitt igenom staden från väster till öster eller "först ifrån där vassen och djupet begynte och till torget". Den skulle "tjäna den sjögående varutrafiken med mindre fartyg, som kommo från Östersjön och de Pommerska orterna med spannmål och andra nödiga varor". De större fartygen tvingades förankra i den yttre hamnen vid och omedelbart innanför Älvsborgs fäste, alltså vid nuvarande Carnegieska bruket och Klippan. De första åren gick, på den södra sidan, de dåtida små husens bakgårdar och uthus ända ned till kanalbrädden — nuvarande Södra Hamngatan. Fasaderna vette åt Holländaregatan, numera Drottninggatan. De små husen hade var sin brygga i kanalen för rengöring av tvätt med mera. Stadens myndigheter upptäckte dock att de många bryggorna utgjorde anledning till att kanalens vatten fördärvades genom "snusk och förorening", och påbjöd 1715 inrättandet av sköljflottar på vissa ställen, "varest de allena måge vaska sina lakade kläder".
Kanalen saknade från början och ungefär ett halvt århundrade framåt på långa sträckor all strandskoning. Successivt förbättrades dock stränderna, först år 1670 genom trädplantering och tre år senare genom pålning och kajanläggningar. Dessa var dock ganska primitiva, med strandskoningen av trä. Det dröjde fram till 1715 innan en större förändring kom till stånd, då husägarna ålades att "var och en framför sitt hus sko kanalerna med gråsten istället för det förra ämnet, som snart multnade". Samtidigt med den nya strandskoningen började området innanför stensättas med kullersten.

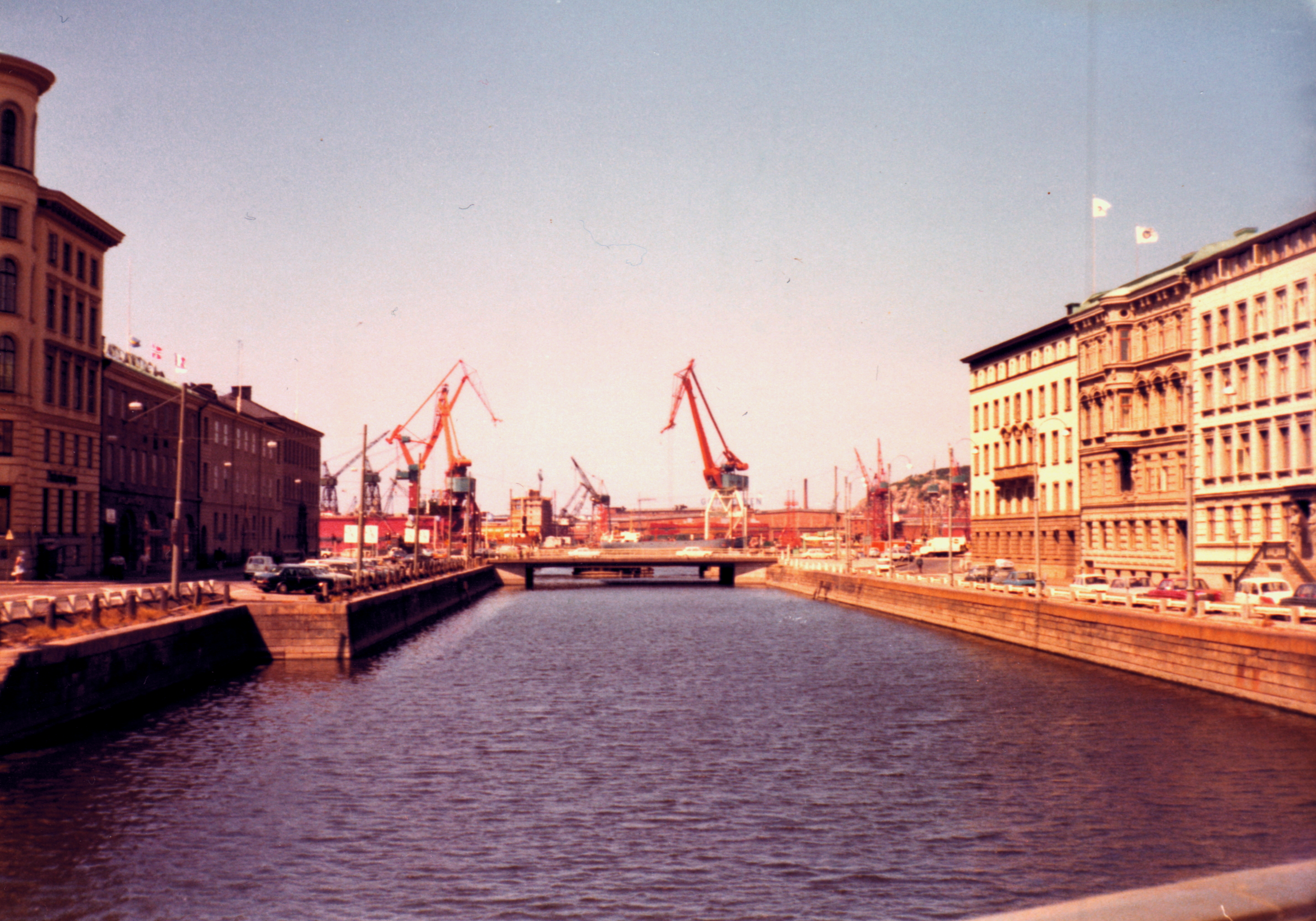
Stora Hamnkanalen västerut, 1985.

Det bergparti ("Lilla berget"), som mötte där Tyska kyrkan senare byggdes och Kvarnberget norr därom, måste man kringgå. För att inte hamnen skulle brytas i alltför stor vinkel, planerades hamnmynningen nära intill Stora Otterhällan. Därmed möttes de båda hamnarna i rät vinkel, och det blev då möjligt att bygga det system av rektangulära byggnadskvarter, som också blev ett typiskt drag i stadsplanen. Stora Hamnen kunde utan att bryta denna byggas ut med ännu en mindre hamn, Wästre Hambnan (1621-1639), Wästre Lille Hambnen (1669) (fylldes igen 1902–1905), som parallellt med Östra Hamnen (fylldes igen 1936) kunde grävas åt söder, från Stora Hamnens vinkelspets. Västra Hamnkanalen var fram till 1802 års stora eldsvåda kantad med träd, planterade på 1670-talet, vilka ödelades av branden. Kanalen korsades först av välvda broar, vilka revs på 1860-talet för att ersättas av sådana som gick i gatuplanet.
Kanalen korsades av Östra Hamnen (senare Östra Hamnkanalen, i nuvarande Östra Hamngatan) som gick från Lilla Bommen i norr till Vallgraven vid Kungsporten i söder. Den sista biten vid Kungsporten var avsmalnad och gick i en krök österut. Dessutom utgick söderut Västra Hamnen, senare Västra Hamnkanalen, i nuvarande Västra Hamngatan, till Vallgraven. Också denna kanal var avsmalnad vid utloppet.
Samma år började också arbetet på "stora bron" över hamnkanalen. Den pryddes 1638 med tio fot höga trälejon, utförda av bildhuggaren Hans Swant och fick därefter namnet Lejonbron även Lejonbryggan.

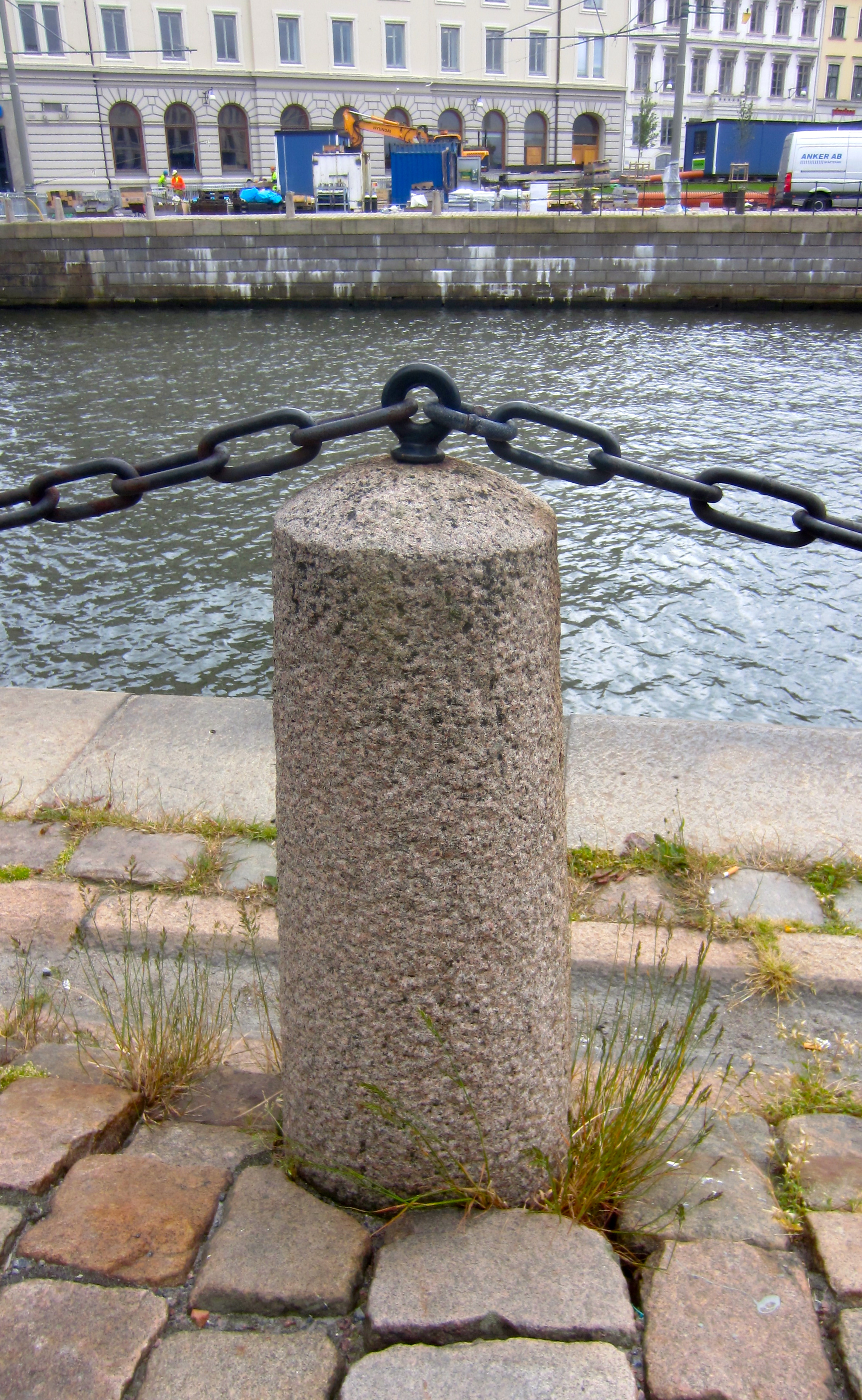
Pollare vid Stora Hamnkanalen.

För att förbättra vattenomsättningen i kanalsystemet, byggdes 1641 en kanalförbindelse till Mölndalsån, den 1 km långa Fattighusån. Genom en damm i Mölndalsån nedanför förbindelsen tvingades vattnet in i den nya kanalen. En sluss anlades vid Drottningporten, och från 1649 fanns där även en kvarn. Längs kanalens norra sida gick den gamla utfartsvägen österut, numera Stampgatan, som år 1770 försågs med en allé av lindar. Några av dessa finns kvar än idag och räknas som Göteborgs äldsta, planterade träd. Namnet fick kanalen från det år 1726 startade fattighuset vid 
Stampkyrkogården, som också finns kvar. Stora Hamnkanalen visade sig i slutet av 1600-talet vara i så dåligt skick att kung Karl XI i ett brev den 10 augusti 1693 till landshövding Johan Benedict von Schönleben skriver; "...Som en lång tid nu är förfluten sedan den stora kanalen i Göteborg blef oppränsad, lärandes densamma med orenlighet alldeles vara oppfylld, alltså är härmed till eder vår nådiga vilja och befallning, att I tillhållen magistraten, det den bemälte kanal ju förr ju hellre låter uppränsa och uppbaggra" (-muddra). En tid därefter skrev magistraten kontrakt med några borgare som för 2 100 daler silvermynt skulle gräva upp kanalen till 5 fots djup "...allt ifrån älfven till slusskvarnen...".

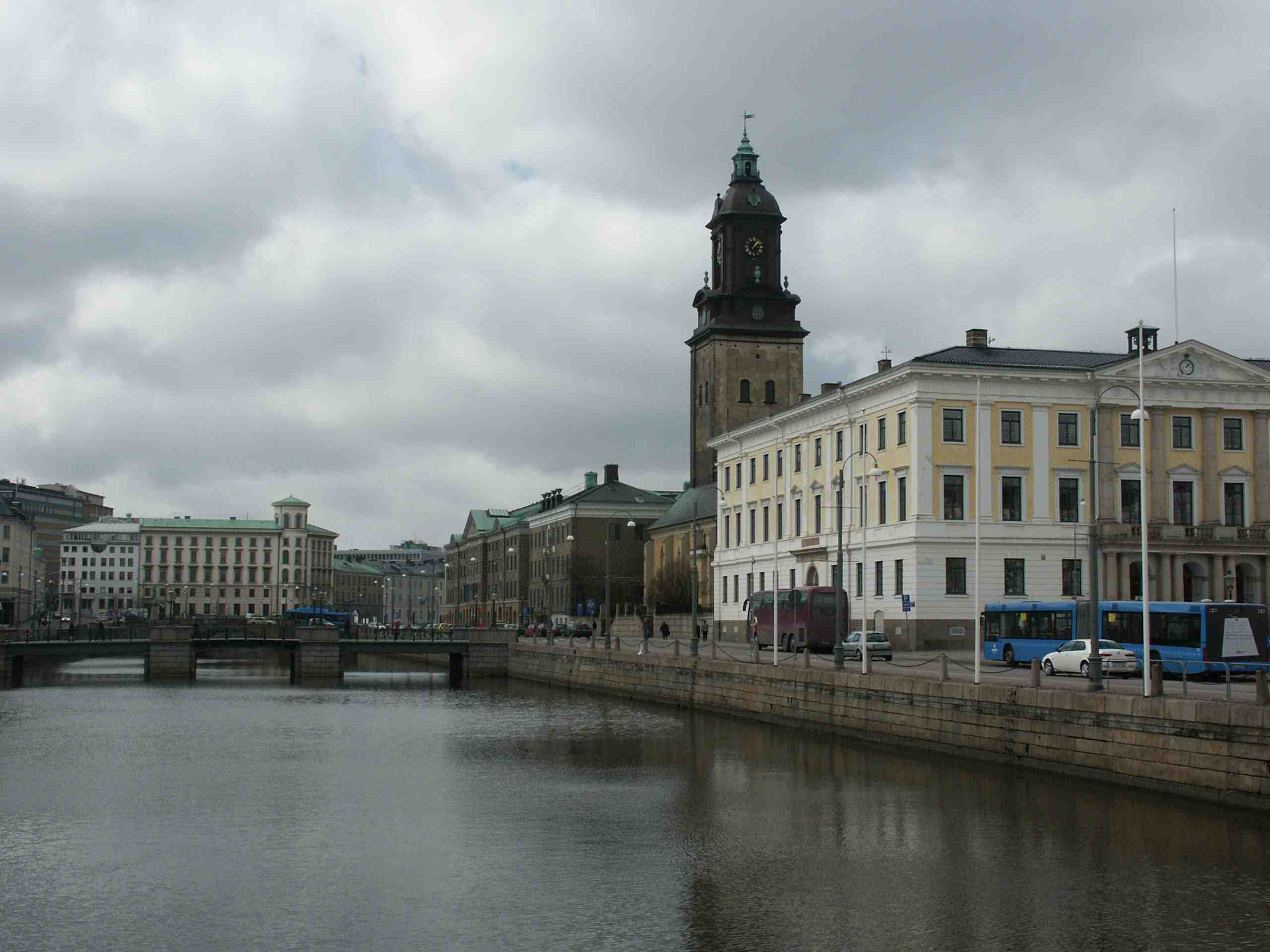
Stora Hamnkanalen vid Brunnsparken. Till höger i bild syns Rådhuset, Tyska kyrkan och Ostindiska huset.

Kanalerna tjänade som hamn, även om bara mindre båtar kunde gå in där. Godset lastades till större fartyg som ankrade på älven, till exempel vid Klippan. Vissa hus längs kanalerna hade till och med direktförbindelse med tunnlar under gatan. Broarna i Stora Hamnkanalen var öppningsbara.
När befästningsvallarna raserades, med start den 2 november 1807, lades den sydvästliga delen av Vallgraven om från sin ursprungliga sicksackform till en rak sträckning som fick namnet Rosenlundskanalen. Den försågs med öppningsbara broar och där placerades saluhallen för fisk, Fiskekyrkan.
I Göteborg hämtades merparten av allt vatten från kanalerna fram till slutet av 1700-talet, men även källorna vid Ramberget, Tyska kyrkan, Surbrunnen vid Kungsgatan med flera, användes flitigt. Av hygieniska skäl inskränktes användningen av vattnet, 1715 anvisades klädtvätt till vissa ställen, 1801 förbjöds folk att tvätta sig i kanalerna och 1803 förbjöds garverinäringen att hantera råa hudar i kanalerna. För att få friskare dricksvatten såldes vatten utifrån på Rådhusgården, Lejonbron och Tyska bryggan. 
1787 byggdes en vattenledning från det högt belägna Kallebäcks källa i bergen i sydost. Friskt vatten kunde då förmedlas via tre fontäner, varav en fanns vid Göteborgs domkyrka. 1797 byggdes en stor vattencistern vid Kungsportsplatsen, den revs först år 1899.
Den nuvarande Brunnsparken var till att börja med en ö i Stora Hamnkanalen. På 1800-talet lades den södra kanalarmen igen, medan den norra finns kvar än idag.

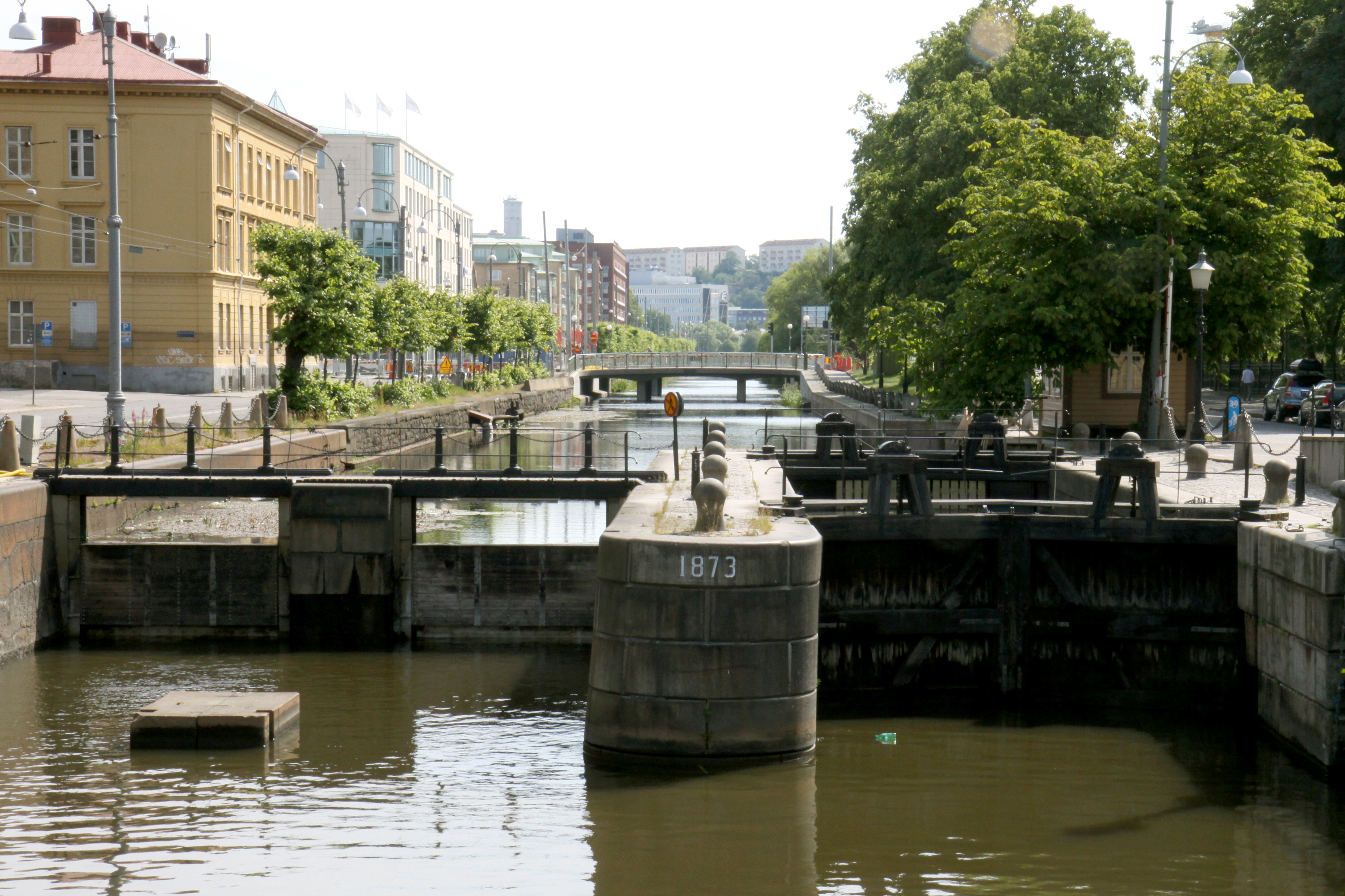
Slussen med Fattighusån bakom sig.

I Fattighusån anlades en sluss för att kunna trafikera den och Mölndalsån med pråmar. Den nuvarande slussen är byggd 1873.
När den första järnvägen öppnades år 1856 lade man stationen på en del av Vallgraven, som fylldes igen från nuvarande Drottningtorget en bit norrut. Sträckan närmast Lilla Bommen fylldes igen 1878.
Även på Hisingen anlades kanaler. På 1800-talet skapades Kvillebäckskanalen i Kvillebäckens utlopp i Göta älv. Den användes som transportkanal för industrierna i närheten. Från den anlades under åren 1878–1898. Ringkanalen österut i en båge till Göta älv vid Tingstad. Den således uppkomna ön kallas alltjämt Ringön. Ringkanalen lades igen 1958 och större delen av Kvillebäckskanalen har också försvunnit med utvidgningar av Frihamnen.
Kanalerna tjänade också som dricksvattentäkt och som avloppsdike. Även om en vattenledning från Kallebäcks källa gjorde att man slapp dricka vattnet, blev de ett hygieniskt problem, speciellt sommartid då det stillastående vattnet luktade illa. Dessutom hade båttrafiken upphört, hästspårväg anlagts, trafiken behövde mer plats, varför man beslöt att fylla igen södra delen av Östra Hamnkanalen, vilket var klart år 1900. Därpå fylldes Västra Hamnkanalen igen år 1902–1905. Den norra delen av Östra Hamnkanalen, som hade bättre vattenomsättning och där spårväg saknades, fylldes igen år 1936, för att lättare bygga uppfarten till Götaälvbron. Därvid fylldes en del av Lilla Bommens hamn också igen, och Stora Hamnkanalens breda del kortades av.
Fattighusån och dess förbindelseled med Stora Hamnkanalen avlystes som farled på 1930-talet (enligt annan uppgift år 1951), och det fanns planer på att fylla igen Stora Hamnkanalens östra smala del, vilket aldrig gjordes. Godstrafiken på Fattighusån hade upphört, men periodvis har turisttrafik körts mellan slussen eller Kungsportsplatsen och Liseberg. Det går inte längre att fortsätta till Mölndal, eftersom Mölndalsån sedan 1970-talet går i en kulvert vid Lana på gränsen till Mölndal.

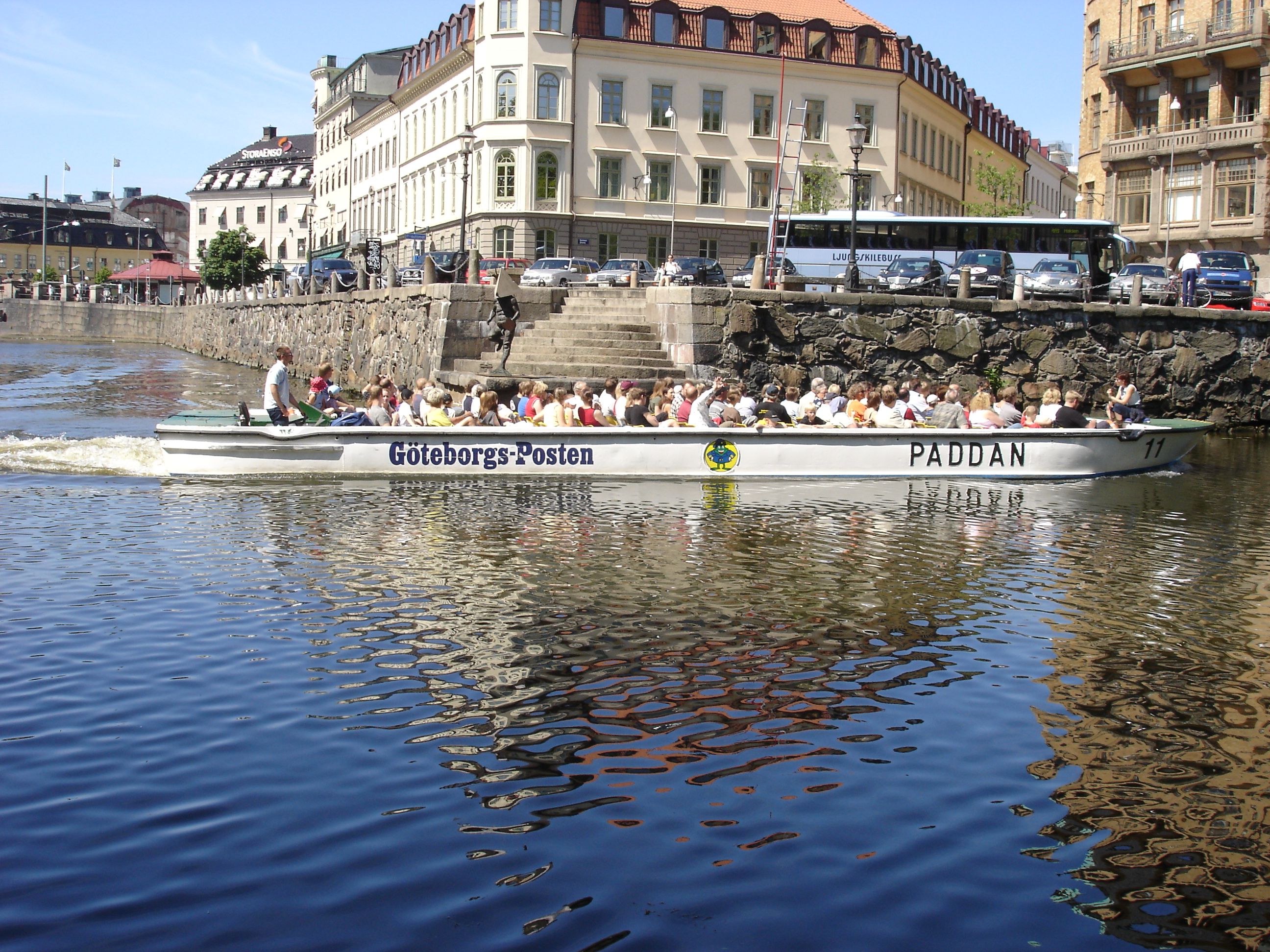
En av Paddanbåtarna på Vallgraven vid Stora Nygatan sedd från Trädgårdsföreningen

Under 1900-talet hade många privatpersoner sina båtar i Vallgraven och Stora Hamnkanalen, men det förekommer inte längre. Det råder också badförbud. Det går däremot bra att fiska.
År 1939 startade turisttrafik i form av Paddanbåtarna. De utgår från Kungsportsbron, trafikerar Stora Hamnkanalen, Vallgraven och en del av Göta älv. Inför julen körs "Julpaddan" till Liseberg.
De tidigare öppningsbara broarna är numera fasta, så endast mycket låga båtar kan gå under dem. Vid högvatten klarar inte ens Paddanbåtarna av Residensbron vid Stora Bommen och även vid normalt vattenstånd är den låg, varför den kallas "osthyveln".
Vid anläggningen av Götatunneln grävdes tillfälligt en del av Rosenlundskanalen bort och ersattes provisoriskt med en akvedukt, detta så att tillgången för Vallgraven till älven kunde bibehållas. Akvedukten kallades "hängrännan". Akvedukten var Sveriges längsta men revs 2005 vid kanalens återställande.

## Kanalerna 1739

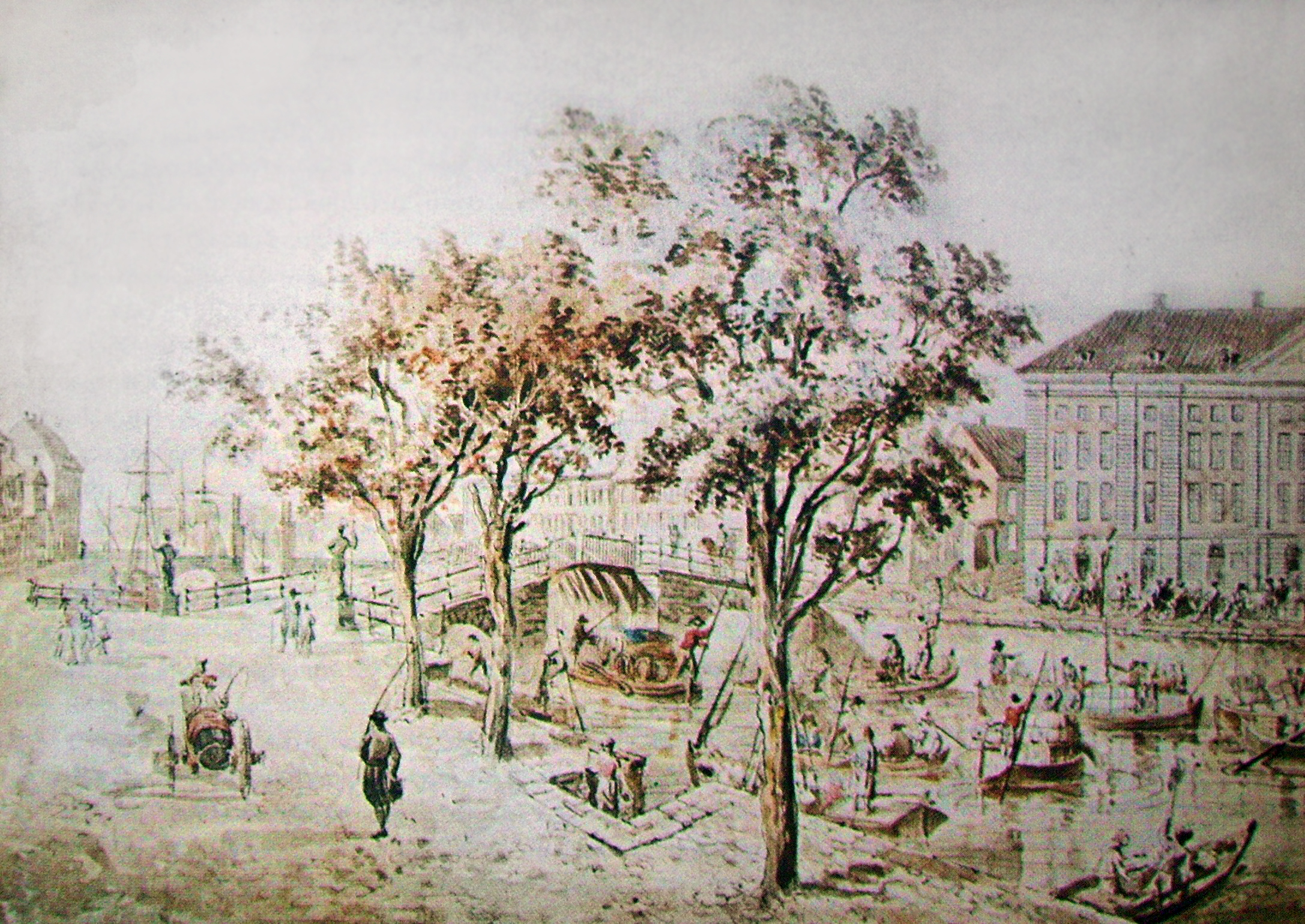
Stora Hamnkanalen med Ostindiska huset till höger och Kämpebron i bildens mitt. Litografi av Elias Martin 1787.

Eric Cederbourg skriver 1739 om kanalerna: "När nu desse stadsens innerste delar blefvo inrätade, hafver borgerskapet icke allenast för des vakra anseende; utan ock för des stora nytta skul, funnit nödigt med ansenlige canaler leda vattnet igenom staden, til hvilken ända de först låtit uppgrafva en mycket stor och bred Canal efter längden mitt igenom staden, stora hamnen kallad, af 72 alnars bredd – – –, hvilken har sit inlopp i väster af Västerhafvet vid stora Bommen, som om nätterne vid sänckvärket [vid nuv. hamnpiren] tillslutes, hvaräst de inkommande varor förtullas, och sträker sig i öster til Drottningeporten, deräst vattnet har sin Communication med Mölendals å genom ett bredt och rymligit hvalf under fästningsmuren, vid hvilkens utlopp inom stadsens mur är en skiön miölquarn, stadsens slus, [strax vid nuvarande Kvarnbron] går med 6 par stenar til invånarenes stora nytta upbygd, som 1648 varit och ännu är i fullkomligt stånd; [nedlades först 1872] hvilken stora canal de återigen vid stora torget [nuv. Gustav Adolfs torg] i öster, lik som tvenne armar, i norr och söder, uti en mindre och smalare Canal om 22 1/2 alnars bredd [genom nuv. Östra Hamngatan] fördelt, den de i anseende til sin situation kalla Östra hamnen; hafvandes i norr sitt utlopp i Götha Elf vid lille Bommen, därest de inkommande varor efven som vid de andre stadsens portar förtullas, men i söder under et hvalf vid Konungs Porten [Kungsporten] i Vallgrafven, som går rundt omkring fästningen och exonererar sig i Västerhafvet vid Carls Port; [genom nuv. Rosenlundskanalen] til desse canalers ren- och vid makt-hållande har Magistraten 1670 genom praesidenten Abraham von Eick på stadens omkostnad ifrån Amsterdam införskrifva låtit en mycket nätt och konstig på vattnet flytande mudderprom, som drifves af två hästar och brukas årligen uti stora canalen, men til de andra canalerne äro andra machiner förfärdigade at giöra dem å alla sidor tjänlige til skutors och jachters samt större och mindre båtars fria och obehindrade igenomfart, hvilken mudderprom, justitiae borgmästaren Cornelius Torsson medelst entreprenerande å nyo 1727 låtit upbygga, förutan trenne mindre promar, som brukas til muddrets bortförande. — — Utur denna förr omrörde stora canalen hafver borgerskapet efvenvähl i väster, ifrån Kiämpe-Broen, som är vid det så kallade Lilla Torget belägen, upgrafvit en liten Canal af 22 1/2 alnars bredd, som kallas Västra hamnen [genom nuv. Västra Hamngatan] och sträcker sig i söder in til Reparebanen, hvilken Canal der under kan hafva genom ett hvalf i fästnings muren, som der vid belägen är, sitt utlopp i Vallgrafven. Uti den store Canalen, emellan Store-Bom- och Kiämpe-Broen, ligger orterne med spannemål och andre nödige varor, dem de til invånarena härstädes försälja. Alle desse hamnar äro merendels vid bägge landfästen med gråstens murar updragne som och med kostbara broer försedde; ibland hvilka de störste som gå öfver stora canalen äro fyra; af hvilka tvenne äro med gråsten upförde och hvälfde med 3 breda arcader och en öpning mitt på, i synnerhet den ena, att store järn- eller så kallade strömbåtar, som 6 mil här ifrån uti Götha elf vid Strömmen [Ströms herrgård nedanför fallen vid Lilla Edet] afhämla det ifrån Vermeland ankomne jernet och andre små fartyg och båtar kunna hafva deras passage til Stortorget och Vågen [på en ö i Stora hamnkanalen på platsen för nuv. Brunnsparken] och rundt om canalerne. – – – Vid hvilka hamnar eller kanaler [Östra kanalen och Västra hamnen] äro myket vakra träen af åtskillige slags art planterade, som gifver et behageligit anseende, för hvilken orsak skul dette Götheborg är vordet kallat det nya Amsterdam."